# Tellerminen
Tellerminen ((tysk): tallerkenminer) var en serie af tyske landminer, som var almindelige under 2. verdenskrig. De havde form som en tallerken, deraf navnet, og var udstyret med et håndtag, så de kunne bæres omkring. Disse miner blev anvendt som panserminer. 
Der blev fremstillet fire modeller af Tellerminen:
- Tellermine 29
- Tellermine 35
- Tellermine 42
- Tellermine 43

Alene af Tellermine 43 blev der fremstillet omkring 3.622.900 af i Tyskland fra 1943 til krigens slutning. 
- http://www.sproe.com/m/mine-tellermine.html